# Pricztowyj (rejon timaszowski)
Pricztowyj (ros. Причтовый) – chutor w Rosji, w Kraju Krasnodarskim, w rejonie timaszowskim. W 2021 liczył 194 mieszkańców.